# (5423) 1983 DC
(5423) 1983 DC là một tiểu hành tinh vành đai chính. Nó được phát hiện bởi Zdeňka Vávrová ở Đài thiên văn Kleť gần České Budějovice, Cộng hòa Séc, ngày 16 tháng 2 năm 1983.